# Ruyuan

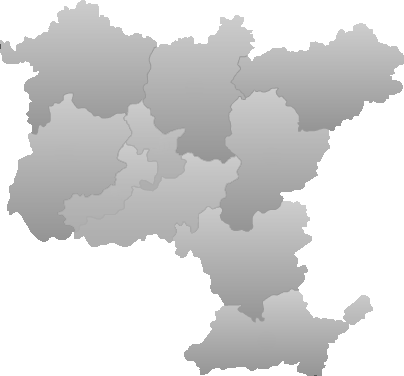
Lage des Autonomen Kreises Ruyuan der Yao im Gebiet der bezirksfreien Stadt Shaoguan

Der Autonome Kreis Ruyuan der Yao (chinesisch 乳源瑶族自治县, Pinyin Rǔyuán Yáozú Zìzhìxiàn), kurz: Kreis Ruyuan (乳源县,  Rǔyuán Xiàn), ist ein autonomer Kreis der Yao, der zum Verwaltungsgebiet der bezirksfreien Stadt Shaoguan im Norden der chinesischen Provinz Guangdong gehört. Ruyuan hat eine Fläche 2.299 km² und zählt 187.276 Einwohner (Stand: Zensus 2020). Sein Hauptort ist die Großgemeinde Rucheng (乳城镇).